# Magnitudo
Magnitudo (lat. „velikost“; značeno písmenem M) je v seismologii jednotka velikosti zemětřesení, která nepatří mezi jednotky SI.
Magnitudo se určuje např. ze seismometricky zjišťovaných maximálních výchylek pohybu půdy při zemětřesení. Magnitudo jako veličinu navrhl Japonec Kiyoo Wadati (Kijoo Wadači japonsky: 和達 清夫). Používá se několik magnitudových stupnic, jež se dají převést jedna na druhou pomocí empirických vzorců. Nejpoužívanější stupnici vytvořil americký seismolog Charles Richter roku 1938. Velikost zemětřesení podle Richterovy stupnice se počítá jako dekadický logaritmus maximální vodorovné výchylky seismografu, který by byl umístěn v epicentru zemětřesení. Proto se dá používat jako absolutní míra velikosti zemětřesení, nezávislá na poloze seismografu.